# Захарна киселина
Захарните киселини са монозахариди с карбоксилна група.
Основните класове захарни киселини са:
- Алдонова киселина, при които алдехидната функционална група на алдозата е окислена.
- Улозонова киселина, при които първата хидроксилна група на 2-кетозата е окислена, създавайки α-кетокиселина.
- Уронова киселина, при които крайната хидроксилна група на алдоза или кетоза е окислена до карбоксилна.
- Алдарова киселина, при които двете крайни -ОН групи са окислени.

## Примери
- Алдонова киселина
  - Глицеринова киселина (3C)
  - Ксилонова киселина (5C)
  - Глюконова киселина (6C)
  - Аскорбинова киселина (витамин С, 6C)

- Улозонова киселина
  - Неураминова киселина (още невраминова) (5-амино-3,5-дидезокси-D-глицеро-D-галактонон-2-улозонова киселина)
  - Кетодезоксиоктулозонова киселина (КДО или 3-дезокси-D-мано-окт-2-улозова киселина)
- Уронова киселина
  - Глюкуронова киселина (6C)
  - Галактуронова киселина (6C)
  - Идуронова киселина (6C)
- Алдарова киселина
  - Тартарова киселина (4C)
  - мезо-Галактарова киселина (6C)
  - D-Глюкарова киселина (6C)

|  |  |